# 一級鉄道

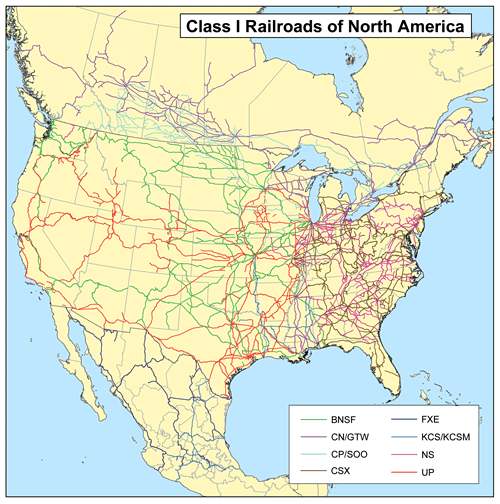
一級鉄道の路線図

一級鉄道（Class I railroad）は、アメリカ合衆国とメキシコ合衆国およびカナダで、鉄道会社を収入規模別に三つに分けたときの最大規模の会社をいう。
一級鉄道より規模の小さな鉄道は、収入に応じて二級鉄道と三級鉄道に区分される。その区分の基準は過去に何度も変更が行われた。

## 現行の基準
アメリカ合衆国陸上運輸委員会（Surface Transportation Board、STB）は、一級鉄道を毎年の営業収益が2億5,000万ドル以上あるものと定義している。この収入は、労働統計局（Bureau of Labor Statistics、BLS）による鉄道貨物運賃の変動も加味されて算出される 。アメリカ鉄道協会（AAR）によれば、2006年において各一級鉄道は少なくとも3億4,680万ドルの営業収益があった。
カナダにおいては、直近2年間の年間総収入が2億5,000万カナダドル以上の鉄道と定義している（2004年現在）。カナダでは「Class I rail carrier」と呼ばれる。
アメリカにおける基準を定義するにあたっては、各区分において規制が異なるため、常に主観的なものとなっている。1991年初頭、モンタナ・レール・リンクとウィスコンシン・セントラルは一級鉄道に区分されたくないがために、州際通商委員会（ICC）に営業収益の最低基準を上げるように要請した。一級鉄道になると、鉄道経営に対する規制が異なるため、大幅な出費が必要となるためである。当時の基準は9,350万ドルであった。基準は1992年に現行の2億5,000万ドルに引き上げられ、フロリダ東海岸鉄道は二級鉄道へと再定義された。二級鉄道の基準は2,000万ドルのままとされた。

## 現行の一級鉄道
現在、北米では11社の鉄道運営会社が一級鉄道と定義されている。うち6社はシカゴ市に乗り入れている。

### アメリカ合衆国
- BNSF鉄道
- CSXトランスポーテーション
- ノーフォーク・サザン鉄道（子会社のシンシナティ・ニューオーリンズ・アンド・テキサス・パシフィック鉄道も一級鉄道に区分される[6]）
- ユニオン・パシフィック鉄道

### カナダ
- カナディアン・ナショナル鉄道（アメリカ国内に所有するグランド・トランク・コーポレーションも一級鉄道に区分される[7]）
- カナディアン・パシフィック・カンザス・シティ・サザン鉄道（英語版）（子会社のスー・ライン鉄道も一級鉄道に区分される[8]）

### メキシコ
- フェロメックス
- カンザス・シティ・サザン・ド・メキシコ（アメリカのカンザス・シティ・サザン鉄道の子会社）

### 旅客輸送
都市間旅客輸送を行うアメリカのアムトラックとカナダのVIA鉄道は、それぞれ一級鉄道と見なされている。

## 歴史
アメリカにおける区分は、1930年代にICCによって設けられた。当初、一級鉄道は営業収益100万ドルと定義され、1939年には132の鉄道を数えた。
「営業収益100万ドル」の基準は1956年まで適用された。1956年当時、一級鉄道は113あった。当時はインフレーションが進行しており、1956年には営業収益300万ドルに基準が引き上げられた。1963年までには一級鉄道は102に減った。以後、1965年には基準が500万ドルに、1976年には1,000万ドルに、1978年には5,000万ドルに引き上げられた。1978年には一級鉄道の数は41となった。
三級鉄道の区分は1956年に一度消滅したが、1978年に再度設定された。1979年、入換専業鉄道は、営業収益が一級鉄道の基準を満たすものであっても三級鉄道に区分された。
現在、二級鉄道と三級鉄道への指定が鉄道以外に行われることはほとんどない。アメリカ鉄道協会は一級鉄道以外を下記の三つに区分している。
- 地域鉄道 - 営業路線延長350マイル（約563キロメートル）または営業収益4,000万ドルの鉄道
- 地区鉄道 - 地域鉄道未満の規模で、長距離輸送も行う鉄道
- 入換専業鉄道 - ターミナル駅において、入換作業、異なる鉄道会社間を運行する列車の引き継ぎ作業、ターミナル駅の営業などを行う鉄道

アメリカにおいては陸上運輸委員会が二級鉄道・三級鉄道の定義を用いている。労働法において、それぞれの労働者に対する規制が異なっているためである。

### 経営統合
長年に渡り、一級鉄道は統合を繰り返してきた。その理由は様々で、単体での経営ではいずれ倒産してしまうために他の鉄道と合併して生き残る道を選ぶものもあれば、他の鉄道と合併して利益体質を高めることもある。
下記に一級鉄道同士の統合を記述する。
- 1940年：ガルフ・モバイル・アンド・ノーザン鉄道とモバイル・アンド・オハイオ鉄道が合併し、ガルフ・モバイル・アンド・オハイオ鉄道となる。
- 1947年：チェサピーク・アンド・オハイオ鉄道がペレ・マルケット鉄道を買収。
- 1957年：ナッシュビル・チャタヌーガ・アンド・セント・ルイス鉄道がルイビル・アンド・ナッシュビル鉄道を買収。
- 1957年：ニューヨーク・オンタリオ・アンド・ウェスタン鉄道廃止。
- 1959年：ノーフォーク・アンド・ウェスタン鉄道がバージニアン鉄道を買収。
- 1960年：デラウェア・ラッカワナ・アンド・ウェスタン鉄道とエリー鉄道が合併し、エリー・ラッカワナ鉄道となる。
- 1961年：ミネアポリス・セント・ポール・アンド・スー・セント・マリー鉄道、ウィスコンシン・セントラル鉄道とダルース・サウス・ショア・アンド・アトランティック鉄道が合併し、スー・ライン鉄道となる。
- 1964年：ノーフォーク・ウェスタン鉄道がニューヨーク・シカゴ・アンド・セント・ルイス鉄道（ニッケル・プレート鉄道）を合併、ウォーバッシュ鉄道とピッツバーグ・アンド・ウェスト・バージニア鉄道をリース。
- 1967年：アトランティック・コースト・ライン鉄道とシーボード・エア・ライン鉄道が合併し、シーボード・コースト・ライン鉄道となる。
- 1968年：ニューヨーク・セントラル鉄道とペンシルバニア鉄道が合併し、ペン・セントラル鉄道となる
- 1968年：シカゴ・アンド・ノースウェスタン鉄道がシカゴ・グレート・ウェスタン鉄道を合併。
- 1969年：ペン・セントラル鉄道がニューヨーク・ニュー・ヘイブン・アンド・ハートフォード鉄道（ニュー・ヘイブン鉄道）を合併。
- 1970年：シカゴ・バーリントン・アンド・クインシー鉄道（バーリントン鉄道）、グレート・ノーザン鉄道、ノーザン・パシフィック鉄道とスポケーン・ポートランド・アンド・シアトル鉄道が合併し、バーリントン・ノーザン鉄道となる。
- 1972年：チェサピーク・アンド・オハイオ鉄道、ボルチモア・アンド・オハイオ鉄道とウェスタン・メリーランド鉄道が合併し、チェシー・システムとなる。
- 1972年：イリノイ・セントラル鉄道、ガルフ・モバイル・アンド・オハイオ鉄道とコロンバス・アンド・グリーンビル鉄道が合併し、イリノイ・セントラル・ガルフ鉄道となる。
- 1976年：セントラル・レールロード・オブ・ニュージャージー、エリー・ラッカワナ鉄道、リーハイ・アンド・ハドソン・リバー鉄道、リーハイ・バレー鉄道、ペン・セントラル鉄道とレディング鉄道が合併し、コンレールとなる。
- 1980年：シカゴ・ロック・アイランド・アンド・パシフィック鉄道（ロック・アイランド鉄道）が清算開始。分割され、複数の鉄道に売却される。
- 1980年：バーリントン・ノーザン鉄道がセント・ルイス・サン・フランシスコ鉄道（フリスコ鉄道）を合併
- 1982年：ルイビル・アンド・ナッシュビル鉄道とシーボード・コースト・ライン鉄道が合併し、シーボード・システム鉄道となる。
- 1982年：ノーフォーク・アンド・ウェスタン鉄道とサザン鉄道が合併し、ノーフォーク・サザン鉄道となる。
- 1982年：ユニオン・パシフィック鉄道がウェスタン・パシフィック鉄道とミズーリ・パシフィック鉄道を合併。
- 1985年：スー・ライン鉄道がシカゴ・ミルウォーキー・セント・ポール・アンド・パシフィック鉄道（ミルウォーキー鉄道）を合併。
- 1986年：シーボード・システム鉄道とチェシー・システムが合併し、CSXトランスポーテーションとなる
- 1987年：CSXトランスポーテーションがボルチモア・アンド・オハイオ鉄道とチェサピーク・アンド・オハイオ鉄道を合併。
- 1988年：サザン・パシフィック鉄道がデンバー・アンド・リオグランデ・ウェスタン鉄道を合併。
- 1988年：ユニオン・パシフィック鉄道がミズーリ・カンザス・テキサス鉄道を合併。
- 1992年：カナダ太平洋鉄道がスー・ライン鉄道を合併。
- 1994年：カンザス・シティ・サザン鉄道がミッドサウス鉄道を合併。
- 1995年：ユニオン・パシフィック鉄道がシカゴ・アンド・ノース・ウェスタン鉄道を合併。
- 1995年：アッチソン・トピカ・アンド・サンタフェ鉄道とバーリントン・ノーザン鉄道が合併し、バーリントン・ノーザン・サンタフェ鉄道となる。
- 1996年：ユニオン・パシフィック鉄道がサザン・パシフィック鉄道を合併。
- 1998年：コンレールの大部分がCSXトランスポーテーションとノーフォーク・サザン鉄道に分割譲渡される。残る部分は両社の合弁企業であるコンレール・シェアード・アセッツ・オペレーションズが運営する。
- 1999年：カナディアン・ナショナル鉄道がイリノイ・セントラル鉄道を合併。
- 2005年：カンザス・シティ・サザン鉄道がテキサス・メキシカン鉄道を合併。
- 2023年：カナダ太平洋鉄道がカンザス・シティ・サザン鉄道を合併。

## 一級鉄道の変遷
| 会計年度 | 基準          | 鉄道 | 備考 |
| -------- | ------------- | --- | --- |
| 1950年代 |               | ACY, AGS, CA, AA, ATSF, ASAB, AWP, AD, ACL, BO, BAR, BLE, BM, BRI, CI, CN, CP, CG, CNJ, CRP, CV, CWC, CO, CEI, CIM, CNW, CBQ, CGW, CIL or MON, MILW, RI, CMO, CNTP, CRR, CS, CW, CAGY, DH, DLW, DRGW, D&SL, DM, D&TS, DTI, DMIR, DWP, DSA, EJE, ERIE, FEC, FW&D, GA, G&F, GS&F, GTW, GN, GBW, GM&O, IC, ITC, I-GN, KCS, KOG, LS&I, LHR, LNE, LV, LI, L&A, LN, MEC, MV, MSTL, SOO, MSC, M-I, MKT, MP, MGA, MTR, NC, NYC, NKP, NYCN, NH, OW, NYSW, NW, NS, NP, NWP, OCAA, OE, PRR, PRSL, PM, PLE, PS, P&WV, RDG, RFP, R, SN, SLSF, SSW, SAL, SP, SOU, SI, SPS, SIR, TC, TN, TP, TM, TPW, UP, UTAH, VGN, WAB, WA, WM, WP, WLE, WC,                                                                                               | |
| 1953年   |               | ACY, AGS, AA, ATSF, ASAB, AWP, AD, ACL, BO, BAR, BSLW, BLE, BM, CI, CN, CP, CG, CNJ, CRP, CV, CWC, CO, CO (PM), CEI, CIM, CNW, CBQ, CGW, CIL, MILW, RI, CMO, CNTP, CRR, CS, CW, CAGY, DH, DLW, DRGW, DM, D&TS, DTI, DMIR, DWP, DSA, EJE, ERIE, FEC, FW&D, GA, G&F, GS&F, GTW, GN, GBW, GM&O, IC, ITC, I-GN, KCS, KOG, LS&I, LHR, LNE, LV, LI, L&A, LN, MEC, MV, MSTL, SOO, MSC, M-I, MKT,MKTT, MP, MGA, M, NC, NO&NE, NOT&M, NYC, NKP, NH, OW, NYSW, NW, NS, NP, NWP, OCAA, P&SF, PRR, PRSL, PLE, PS, P&WV, RDG, RFP, R, SN, SLB&M, SLSF,SLSFT, SSW,SSWT, SAUG, SAL, SP, SOU, SI, SPS, SIR, TC, T&NO TN, TP, TM, TPW, UP, UTAH, VGN, WAB, WA, WM, WP,                                                                         | |
| 1963年   |               | ACY, AGS, ATN, ALQS*, ALS*, AA, ATSF, ASAB, AWP, ACL, BOCT*, BO, BAR, BRC*, BLE, BS*, BM, CN, CP, CTN*, CRN CG, CNJ, CV, CWC, CO, CO (PM), CEI, CIM, CNW, CWI*, CBQ, CGW, CIL or MON, MILW, CRI*, RI, CNTP, CRR, CS, CW, CBL*, CUVA*, DH, DRGW, D&TS, DTI, DMIR, DWP, EJE, EL, FEC, FW&D, GWF*, GA, G&F, GS&F, GTW, GN, GBW, GM&O, HBT*, IC, ITC, IHB*, IU*, KCS, KCT* KOG, KIT*, LEE*, LS&I, LT* LHR, LV, LI, L&A, LN, MEC, MNS, MI, MKT, MP, MGAC, NSS*, NO&NE, NOPB*, NOT*, NYC, NKP, NH, NYSW, NW, NS, NP, NWP, PE, PBR*, PRR, PRSL, PPU*, PBNE*, PN, PLE, P&WV, PTM*, QAP, RDG, RFP, RT*, R, SLSFT, SLSF, SSW, SDAE, SA, SAL, SOO, SB*, SP, SOU, SI, SPS, SIR, TC, TRRA*, TP, TM, TPMP*, TPW, UP, URR*, WAB, WM, WP, WA, | * 入換専業鉄道                                                                                           |
| 1984年   |               | AGS, AMTK, ATSF, BLE, BM, BN, BO, CG, CN, CNTP, CNW, CO, CP, CR, DH, DMIR, EJE, FEC, FXE, GTW, ICG, KCS, MILW, MKT, MP, NW, PLE, SBD, SOO, SOU, SP, SSW, UP, WP, | |
| 1995年   |               | ATSF, BN, CR, CSXT, GTW, IC, KCS, NS, SOO, SP, UP, | |
| 1996年   | 2億5590万ドル | BNSF, CR, CSXT, GTW, IC, KCS, NS, SOO, UP, | |
| 2000年   | 2億5640万ドル | BNSF, CSXT, GTW, IC, KCS, NS, SOO, UP, | CNはICを買収。2000年から2001年の間は、ICは独立した企業であった。 コンレールはCSXとNSにCRに分割譲渡された |
| 2002年   | 2億6670万ドル | BNSF, CN, CP, CSXT, FXE, GTW, KCS, NS, SOO, TFM, UP, | |
| 2004年   | 2億7770万ドル | BNSF, CN, CP, CSXT, FXE, KCS, NS, KCSM, UP, | |